# Cryptospiza jacksoni
La estrilda de Jackson (Cryptospiza jacksoni) es una especie de ave paseriforme de la familia Estrildidae que habita en África. Se puede hallar en Burundi, la República Democrática del Congo, Ruanda y Uganda. Se ha estimado que la extensión de su hábitat es de 78 000 km².
El nombre conmemora al explorador inglés Frederick John Jackson.